# یونیتی، شهرستان کلمبیانا، اوهایو
یونیتی (به انگلیسی: Unity) یک منطقهٔ مسکونی در ایالات متحده آمریکا است که در شهرستان کلمبیانا، اوهایو واقع شده‌است. یونیتی ۳۷۱ متر بالاتر از سطح دریا واقع شده‌است.